# Arini
Arini — триба птахів родини папугових (Psittacidae).

## Поширення
Представники родини поширені у Центральній та Південній Америці. Раніше були відомі у США та на Антильських островах. Один рід і кілька видів вимерли; інший рід вимер у дикій природі. Два види відомі тільки за субфоссильними рештками. Близько десятка гіпотетичних вимерлих видів були описані у Карибському регіоні. Серед Arini є один з найрідкісніших птахів у світі — Ара Спікса (Cyanopsitta spixii), який вимер у дикій природі, але менше 100 особин виживають у неволі.

## Філогенія
Молекулярні дослідження показали, що триба відокремилася від інших папуг у кінці палеогену, 35-30 млн років тому.

## Роди
- Гіацинтовий ара (Anodorhynchus) — 3 види
- Світлоголовий ара (Cyanopsitta) — 1 вид
- Ара (Ara) — 11 видів
- Жовтощокий ара (Orthopsittaca) — 1 вид
- Primolius — 3 види
- Червоноплечий ара (Diopsittaca) — 1 вид
- Товстодзьобий ара (Rhynchopsitta) — 3 види
- Жовтощокий папуга (Ognorhynchus) — 1 вид
- Гуаруба (Guaruba) — 1 вид
- Андійський папуга (Leptosittaca) — 1 вид
- Каролінський папуга (Conuropsis)† — 1 вид, вимер у 1918 році
- Psittacara — 13 видів
- Аратинга (Aratinga) — 7 видів
- Eupsittula — 5 видів
- Синьолобий аратинга (Thectocercus) — 1 вид
- Патагонський папуга (Cyanoliseus) — 1 вид
- Котора (Pyrrhura) — 24 види
- Папуга-червонохвіст (Enicognathus) — 2 види